# Confrontados
Confrontados, el debate de la tele (también conocido simplemente como Confrontados) fue un programa de televisión argentino de espectáculos que se emitió desde el 23 de enero de 2017 y hasta el 30 de diciembre de 2020, por Canal 9. Fue conducido en su primera etapa por Rodrigo Lussich y Carla Conte, y luego por Marina Calabró.

## Sinopsis
Es un formato producido por Mandarina, en el que su idea original consistía en un debate entre cuatro mujeres y cuatro hombres sobre temas de actualidad y espectáculos, los cuales realizaban una decisión final como conclusión. Además, el público podía votar y opinar a través de un número de teléfono celular bajo la aplicación WhatsApp.
Con el correr de los meses, el programa fue modificándose y actualmente solo se debaten temas de espectáculos. También se agregó como sección las noticias "bombas", sello que hace años acompaña al conductor del ciclo.

## Temporadas
| Temporada | Conducción                    | Año   | Rating prom. |
| --------- | ----------------------------- | ----- | ------------ |
| 1         | Rodrigo Lussich y Carla Conte | 2017  | 2.4          |
| 2         | Rodrigo Lussich y Carla Conte | 2018  | 2.4          |
| 3         | Rodrigo Lussich y Carla Conte | 2019  | 2.4          |
| 4         | Marina Calabró                | 2020  | 2.0          |
| Total     | Total                         | Total | 2.3          |

## Equipo

### Conductores
- Rodrigo Lussich (2017-2020)
- Carla Conte (2017-2020)
- Marina Calabró (2020)

### Panelistas anteriores
- Paula Varela (2017-2020)
- Mariela "Mimi" Alvarado (2017-2020)
- César Juricich (2017-2020)
- Franco Torchia (2017-2019, 2020-2020)
- Guillermo Pardini (2017-2019)
- Ronen Szwarc (2017-2018)
- Priscila Crivocapich (2017-2018)
- Cristian Urrizaga (2017-2018)
- Diego "Chavo" Fucks (2017)
- Cinthia Fernández (2017)
- Marcela Feudale (2017)
- Héctor Rossi (2017)
- Adriana Salgueiro (2019-2020)
- Ximena Capristo (2019-2020)
- Carlos Monti (2020)
- Augusto Tartúfoli (2020)
- Gustavo Méndez (2020)
- Lizardo Ponce (2020)
- Sebastián "Pampito" Perelló Aciar (2020)